# Parque nacional Montes Gawler
El Parque Nacional Montes Gawler es un parque nacional en Australia Meridional, ubicado a 350 km al noroeste de Adelaida. Protege el paisaje árido de la cordillera Gawler.